# Citroën ZX
Citroën ZX — легковий автомобіль С-класу, що вироблявся компанією «Citroën» з 1991 по 1998 роки. В 1992 році автомобіль зайняв третє місце в конкурсі Європейський автомобіль року. Всього виготовлено 2 130 600 автомобілів

## Історія

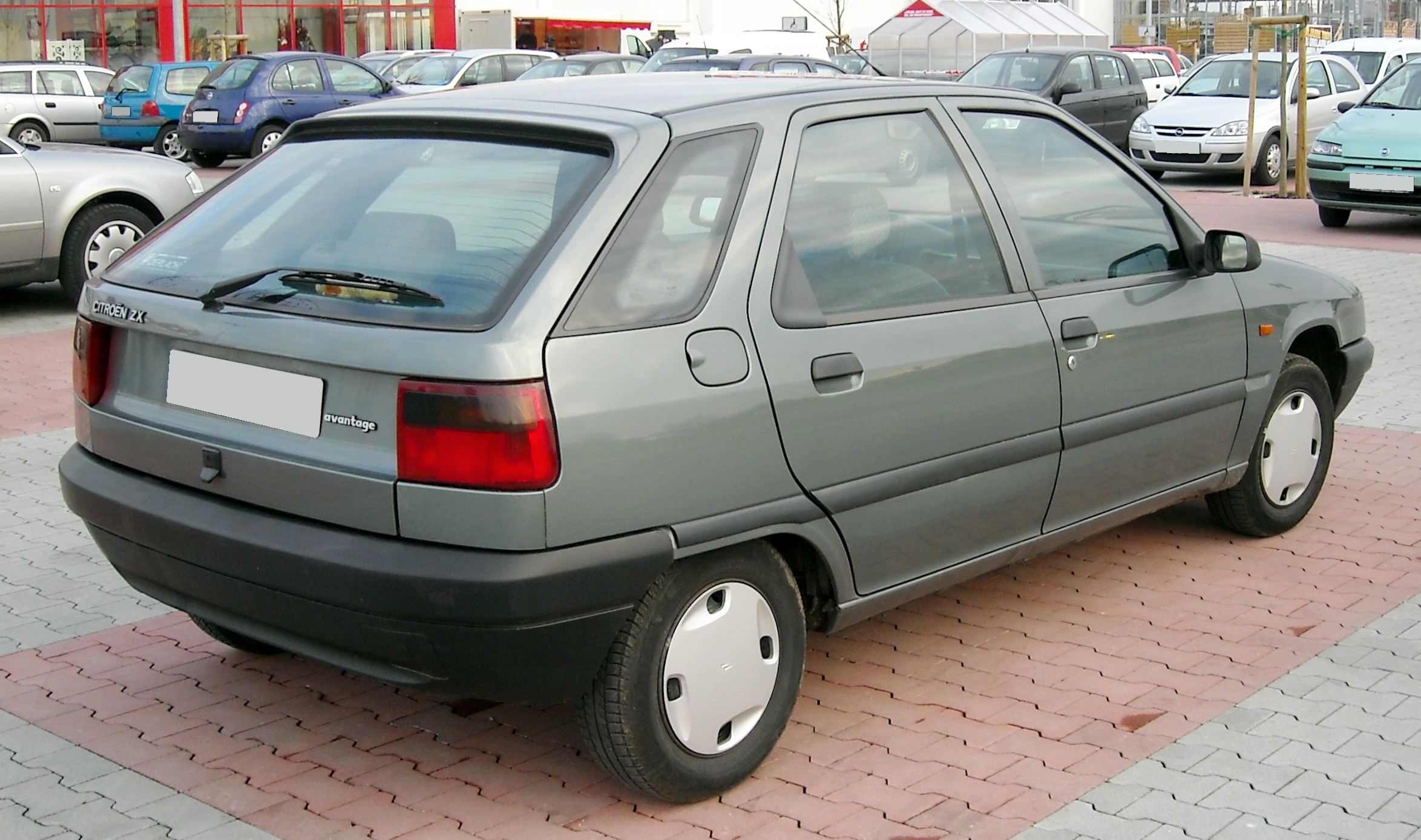
Citroen ZX (1991-1994)

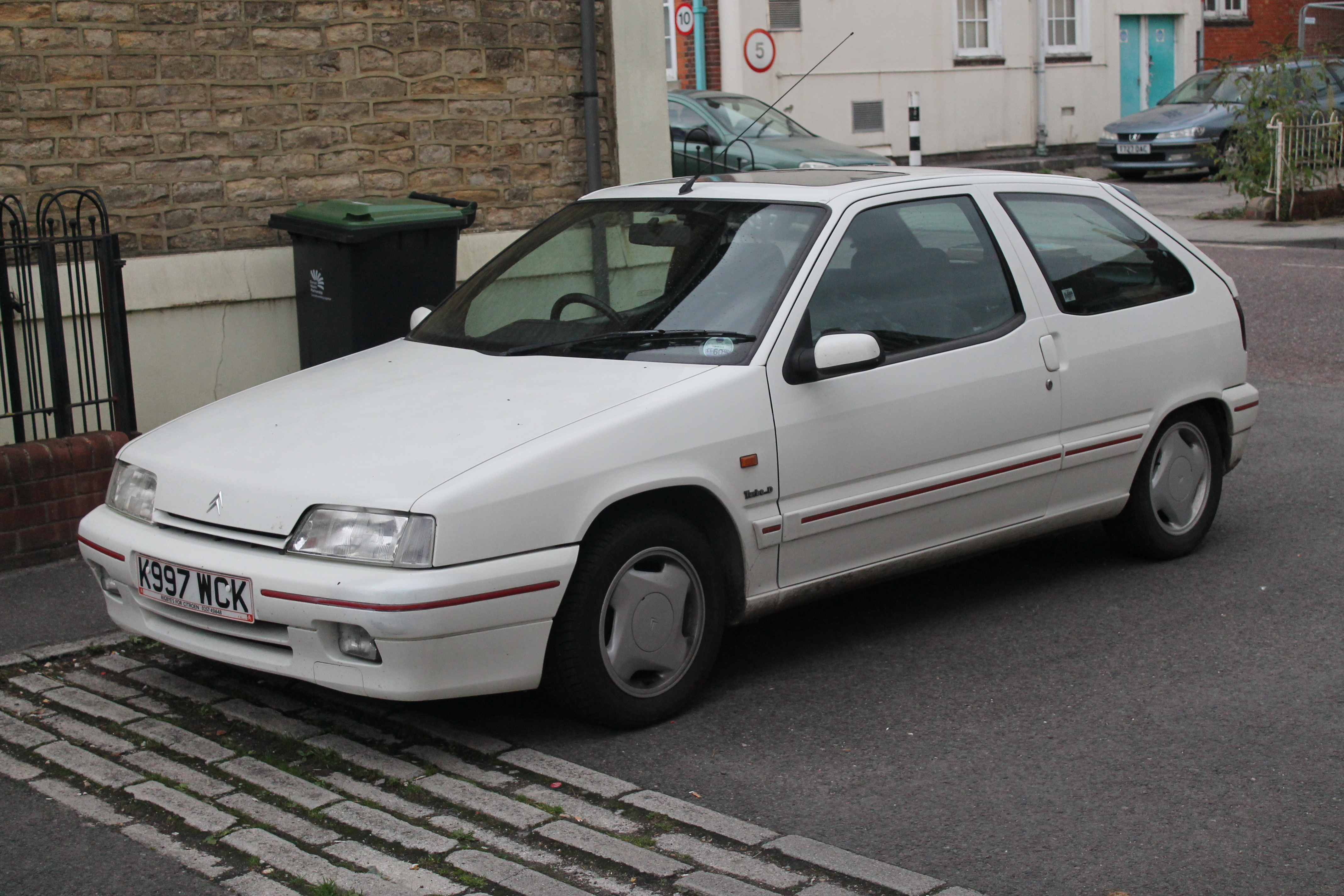
Citroen ZX 3дв. (1991-1994)

Дебют Citroën ZX відбувся в 1991 році. Модель протрималася на конвеєрі більше шести років і мала великий успіх в Європі. Попередник ZX, Citroen GS, був колись дуже популярний, тому перед фахівцями компанії стояло завдання не нашкодити. Автомобіль створювався з оглядкою на попередника. Навіть розміри повинні були бути однакові. Але в підсумку ZX вийшов зовсім новим автомобілем, навіть зовні не схожим на колишню модель.
Спочатку випускався тільки найпопулярніший 5-ти дверний хетчбек, на додаток до якого згодом випустили 3-дверний варіант (кінець 1992 р.) і універсал Break (листопад 1993 р.). Усього було чотири рівня оснащення Citroen ZX. Reflex - найпростіша і дешева комплектація. Advantage поєднувала в собі невисоку вартість з непоганою оснащеністю. Aura найповніша комплектація для вимогливого покупця. Volcane - спортивний варіант з потужними моторами.
Особливостями автомобіля були - монодвірник лобового скла, заводське тонування задніх ліхтарів, зовні білий колір поворотників в передніх фарах, торсіонна задня підвіска з пасивним підрулюванням, можливість переміщення заднього дивану вперед для збільшення багажного відділення, спинки заднього дивану складаються 1/3-2/3.

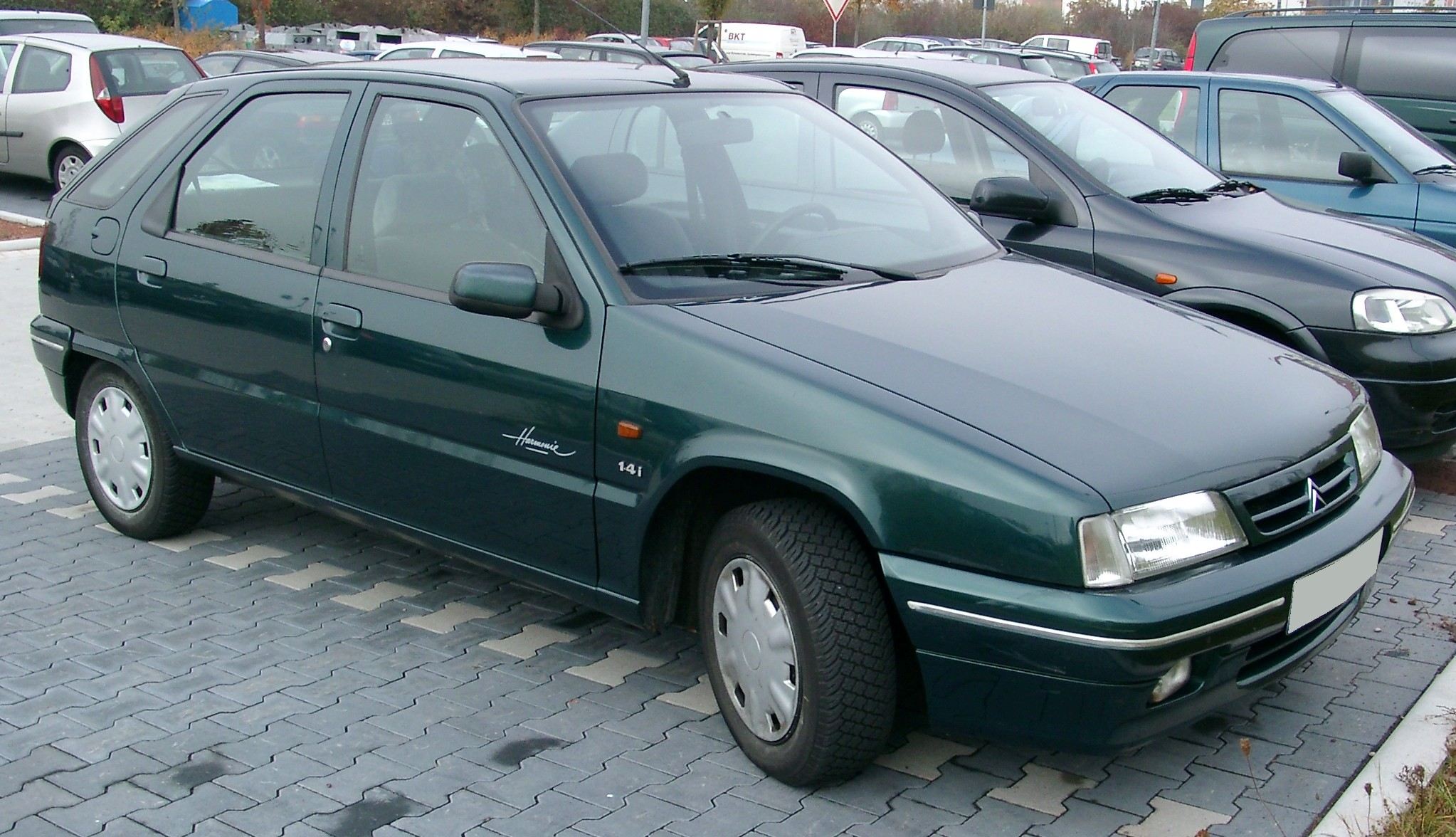
Citroen ZX (1994-1998)

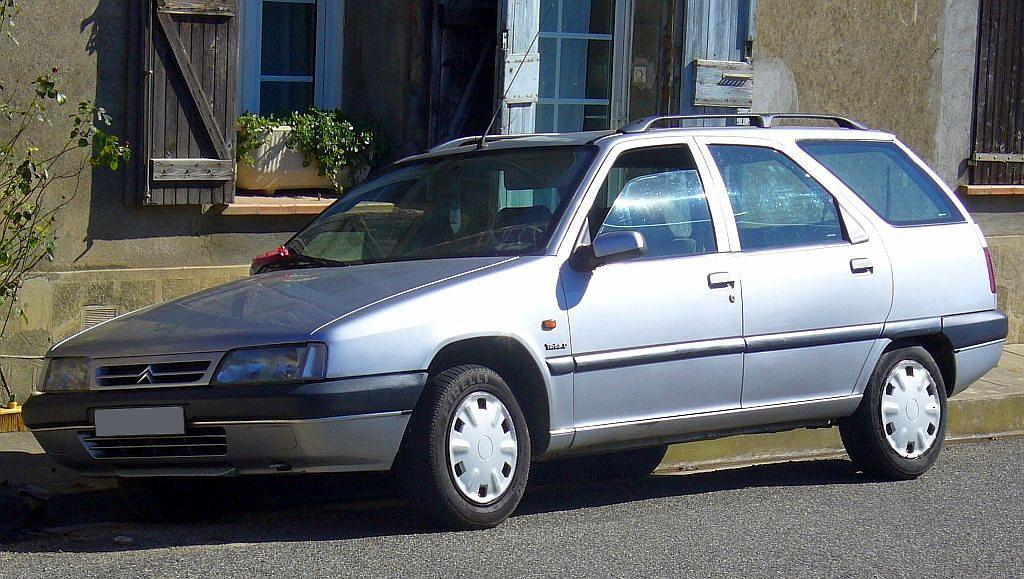
Citroen ZX Break (1994-1998)

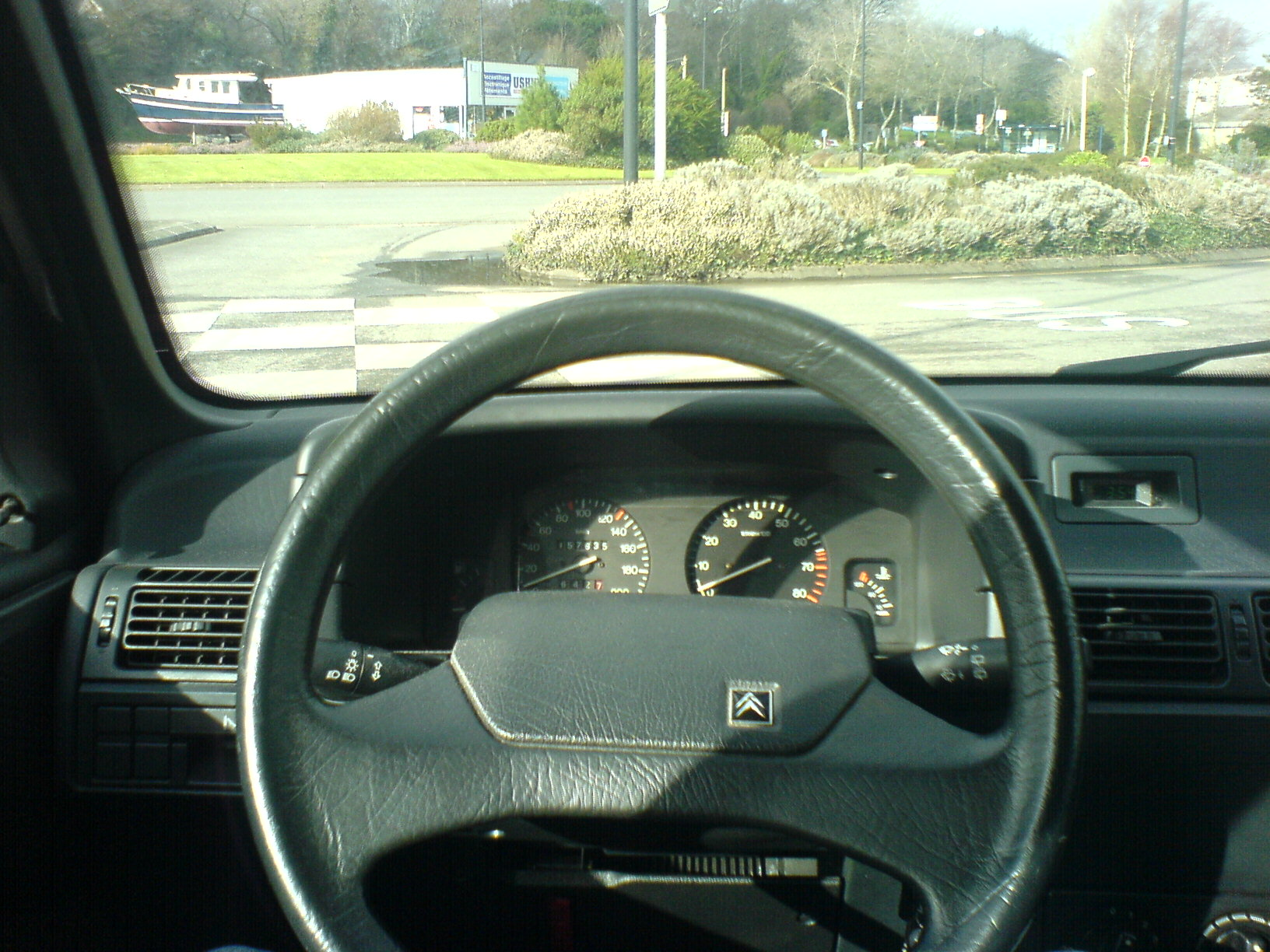
Салон Citroen ZX

В липні 1994 року відбувся рестайлінг моделі. Замість «глухого» облицювання радіатора з'явилася фальшрадіаторні ґрати з емблемою посередині, при цьому стало доступним деяке додаткове обладнання, наприклад кондиціонер. У 1997 році з конвеєра зійшов останній європейський ZX. Його наступником став Xsara, який має багато спільного з ZX, але є новою моделлю.
П'ятидверні Citroen ZX збирали у Франції, тридверні - в Іспанії, там же випускалася обмежена «гоночна» серія ZX 16V. Citroen ZX випускалася в Китаї до 2009 року на спільному китайсько-французькому підприємстві Donfeng-Citroen Automobile Co.Ltd під назвою Citroen Fukang.
Citroen ZX (тридверний) - переможець ралі «Дакар» 1991,1994,1995,1996 років.

## Двигуни
Автомобіль пропонувався з бензиновими двигунами від 1.1 л до 2.0 л, а також трьома 1.9 л дизельними двигунами включно з турбодизелем.
- 1.1 л (1124 cc) TU1 I4, 60 к.с., 91 Nm
- 1.4 л (1360 cc) TU3 I4, 75 к.с., 120 Nm
- 1.6 л (1587 cc) XU5 I4, 90 к.с., 135 Nm
- 1.8 л (1761 cc) XU7 I4, 103 к.с., 153 Nm
- 1.8 л (1761 cc) XU7 I4, 112 к.с., 155 Nm
- 1.9 л (1905 cc) XU9 I4, 130 к.с., 170 Nm
- 2.0 л (1998 cc) XU10 I4, 123 к.с., 176 Nm
- 2.0 л (1998 cc) XU10 I4, 150 к.с., 183 Nm
- 2.0 L (1998 cc) XU10 I4, 167 к.с., 198 Nm
- 1.8 L (1769 cm3) 60 HP
- 1.9 L (1905 cc) XUD9 дизель I4, 65 к.с., 120 Nm
- 1.9 L (1905 cc) XUD9 дизель I4, 71 к.с., 125 Nm
- 1.9 L (1905 cc) XUD9 дизель I4, 91 к.с., 148 Nm